# Высший класс государственного служащего (Республика Беларусь)
Высший класс государственного служащего — самый высший класс государственных служащих Республики Беларусь.
Указом Президента Республики Беларусь от 27 октября 1997 г. № 545 «Об утверждении Положения о порядке и условиях присвоения классов служащих государственного аппарата и размеров надбавок за классы служащих государственного аппарата» был установлен высший класс служащего государственного аппарата.
Законом Республики Беларусь от 14 июня 2003 г. № 204-З «О государственной службе в Республике Беларусь» установлен высший класс государственного служащего.
В списке после даты присвоения класса стоит номер соответствующего Указа Президента Республики Беларусь и указывается должность на момент присвоения класса.

## Список государственных служащих высшего класса
1. 12 декабря 2001 г., № 739[1] — Семашко, Владимир Ильич, Министр энергетики Республики Беларусь
2. 3 марта 2004 г., № 126 — Лавренков, Геннадий Михайлович, Управляющий делами Президента Республики Беларусь
3. 9 марта 2004 г., № 132 — Сумар, Константин Андреевич, председатель Брестского облисполкома
4. 25 мая 2004 г., № 244 — Бамбиза, Иван Михайлович, Заместитель Премьер-министра Республики Беларусь
5. 29 июня 2004 г., № 299 — Русецкий, Анатолий Максимович, Министр промышленности Республики Беларусь
6. 27 августа 2004 г., № 419 — Гапеев, Василий Иванович, Заместитель Премьер-министра Республики Беларусь
7. 29 ноября 2004 г., № 586 — Шейман, Виктор Владимирович, Глава Администрации Президента Республики Беларусь
8. 21 февраля 2005 г., № 96 — Куличков, Александр Николаевич, Управляющий делами Президента Республики Беларусь
9. 27 декабря 2005 г., № 624 — Косинец, Александр Николаевич, Заместитель Премьер-министра Республики Беларусь
10. 4 января 2006 г., № 10 — Рубинов, Анатолий Николаевич, Первый заместитель Главы Администрации Президента Республика Беларусь
11. 5 мая 2006 г., № 290 — Буря, Виктор Павлович, Заместитель Премьер-министра Республики Беларусь
12. 3 октября 2006 г., № 593 — Ломать, Зенон Кузьмич, Председатель Комитета государственного контроля Республики Беларусь
13. 7 июня 2007 г., № 259 — Крупец, Леонид Федорович, председатель Минского облисполкома
14. 15 июля 2008 г., № 385 — Макей, Владимир Владимирович, Глава Администрации Президента Республики Беларусь
15. 29 декабря 2008 г., № 708 — Рудник, Петр Михайлович, председатель Могилевского облисполкома
16. 9 января 2009 г., № 16 — Петкевич, Наталья Владимировна, Первый заместитель Главы Администрации Президента Республики Беларусь
17. 4 июня 2009 г., № 282 — Потупчик, Владимир Николаевич, Заместитель Премьер-министра Республики Беларусь
18. 4 декабря 2009 г., № 590 — Корбут, Николай Николаевич, Управляющий делами Президента Республики Беларусь
19. 20 мая 2010 г., № 254 — Шапиро, Семен Борисович, председатель Гродненского областного исполнительного комитета
20. 25 июня 2010 г., № 334 — Ладутько, Николай Александрович, председатель Минского городского исполнительного комитета
21. 28 декабря 2010 г., № 696 — Калинин, Анатолий Николаевич, Заместитель Премьер-министра Республики Беларусь
22. 28 декабря 2010 г., № 697 — Румас, Сергей Николаевич, Заместитель Премьер-министра Республики Беларусь
23. 29 декабря 2010 г., № 705 — Дворник, Владимир Андреевич, председатель Гомельского областного исполнительного комитета
24. 14 января 2011 г., № 17 — Мицкевич, Валерий Вацлавович, Заместитель Главы Администрации Президента Республики Беларусь
25. 14 января 2011 г., № 17 — Радьков, Александр Михайлович, Первый заместитель Главы Администрации Президента Республики Беларусь
26. 15 марта 2011 г., № 113 — Анфимов, Леонид Васильевич, первый заместитель Председателя Комитета государственного контроля Республики Беларусь
27. 27 июля 2011 г., № 330 — Ермакова, Надежда Андреевна, Председатель Правления Национального банка Республики Беларусь
28. 11 ноября 2011 г., № 519 — Тур, Андрей Николаевич, Заместитель Главы Администрации Президента Республики Беларусь
29. 10 апреля 2012 г., № 163 — Русый, Михаил Иванович, Заместитель Премьер-министра Республики Беларусь
30. 7 мая 2012 г., № 221 — Зиновский, Владимир Иванович, Председатель Национального статистического комитета Республики Беларусь
31. 7 мая 2012 г., № 221 — Мартынов, Сергей Николаевич, Министр иностранных дел Республики Беларусь
32. 7 мая 2012 г., № 221 — Харковец, Андрей Михайлович, Министр финансов Республики Беларусь
33. 14 ноября 2013 г., № 509 — Кравцов, Владимир Васильевич, председатель Гродненского областного исполнительного комитета
34. 5 декабря 2013 г., № 548 — Межуев, Александр Вениаминович, Государственный секретарь Совета Безопасности Республики Беларусь
35. 4 марта 2014 г., № 111 — Лис, Анатолий Васильевич, Заместитель Главы Администрации Президента Республики Беларусь
36. 6 ноября 2014 г., № 510 — Шорец, Андрей Викторович, председатель Минского городского исполнительного комитета
37. 27 декабря 2014 г., № 627 — Кочанова, Наталья Ивановна, Заместитель Премьер-министра Республики Беларусь
38. 27 декабря 2014 г., № 634 — Снопков, Николай Геннадьевич, Заместитель Главы Администрации Президента Республики Беларусь
39. 27 декабря 2014 г., № 640 — Бузовский, Игорь Иванович, Заместитель Главы Администрации Президента Республики Беларусь
40. 27 декабря 2014 г., № 641 — Шерстнев, Николай Николаевич, председатель Витебского областного исполнительного комитета
41. 27 декабря 2014 г., № 642 — Доманевский, Владимир Викторович, председатель Могилевского областного исполнительного комитета
42. 3 апреля 2015 г., № 150 — Мартынецкий, Константин Алексеевич, Первый заместитель Главы Администрации Президента Республики Беларусь
43. 24 июля 2015 г., № 341 — Жарко, Василий Иванович, Министр здравоохранения Республики Беларусь
44. 24 июля 2015 г., № 341 — Щеткина, Марианна Акиндиновна, Министр труда и социальной защиты Республики Беларусь
45. 23 ноября 2015 г., № 472 — Ермошина, Лидия Михайловна, Председатель Центральной комиссии Республики Беларусь по выборам и проведению республиканских референдумов
46. 7 апреля 2016 г., № 132 — Медведева, Инна Викторовна, Председатель Национального статистического комитета Республики Беларусь
47. 21 декабря 2016 г., № 478 — Рыженков, Максим Владимирович, Первый заместитель Главы Администрации Президента Республики Беларусь
48. 4 июля 2017 г., № 238 — Исаченко, Анатолий Михайлович, председатель Минского областного исполнительного комитета
49. 5 апреля 2018 г., № 130 — Жевняк, Владимир Григорьевич, Заместитель Главы Администрации Президента Республики Беларусь
50. 18 августа 2018 г., № 329 — Турчин, Александр Генрихович, Первый заместитель Премьер-министра Республики Беларусь
51. 18 августа 2018 г., № 331 — Ляшенко, Игорь Васильевич, Заместитель Премьер-министра Республики Беларусь
52. 18 августа 2018 г., № 333 — Кухарев, Владимир Евгеньевич, Заместитель Премьер-министра Республики Беларусь
53. 18 августа 2018 г., № 335 — Петришенко, Игорь Викторович, Заместитель Премьер-министра Республики Беларусь
54. 18 сентября 2018 г., № 375 — Герасимов, Василий Николаевич, заместитель Председателя Комитета государственного контроля Республики Беларусь
55. 24 ноября 2018 г., № 460 — Сивак, Анатолий Александрович, председатель Минского городского исполнительного комитета
56. 1 апреля 2019 г., № 130 — Заяц, Леонид Константинович, председатель Могилевского областного исполнительного комитета
57. 11 июня 2019 г., № 232 — Баско, Дмитрий Викентьевич, заместитель Председателя Комитета государственного контроля Республики Беларусь